# Nextjet
Nextjet war eine schwedische Regionalfluggesellschaft mit Sitz in Solna und Basis auf dem Flughafen Stockholm/Arlanda. Aufgrund ihrer finanziellen Situation wurde der Fluggesellschaft August 2017 die Betriebserlaubnis entzogen. Sie erhielt ersatzweise zunächst eine bis zum 17. November 2017 befristete und im Oktober eine neue Betriebserlaubnis. Am 16. Mai 2018 erklärte NextJet die Insolvenz und stellte den Flugbetrieb ein.

## Flugziele
Nextjet betrieb mit Turbopropflugzeugen hauptsächlich diverse Inlandsrouten. Bei den angeflogenen Flughäfen handelte es sich meist um kleine Regionalflugplätze, weshalb einige Routen auch subventioniert wurden. Die Flotte wurde zudem auch im Charter und Wet-Lease anderen Unternehmen angeboten.
National wurden Arvidsjaur, Gällivare, Hagfors, Hemavan, Kramfors, Linköping, Luleå, Lycksele, Mora, Stockholm, Sveg, Torsby, Umeå, Vilhelmina, Visby, Örebro und Östersund angeflogen. In Finnland wurden Helsinki, Kokkola, Mariehamn, Oulu, Pori und Turku bedient. In Lettland wurden Riga und in Norwegen Tromsö angeflogen.

## Flotte

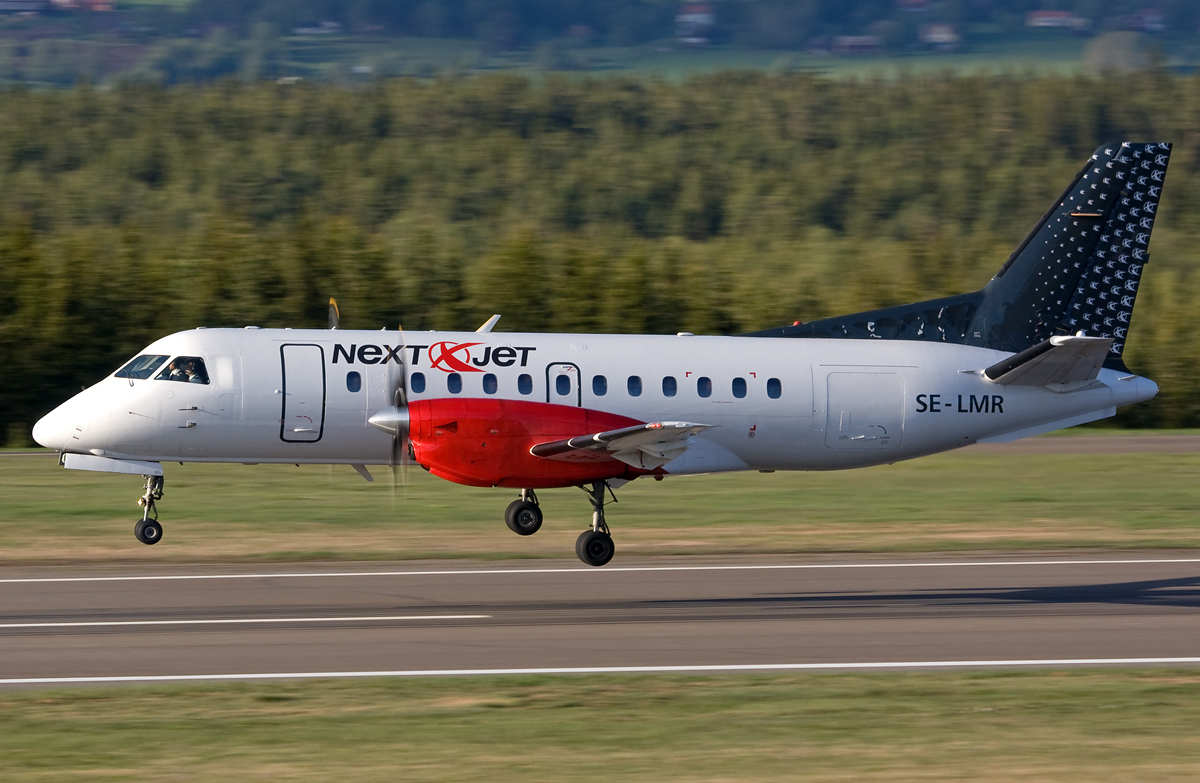
Saab 340A der Nextjet

Mit Stand Dezember 2016 bestand die Flotte der Nextjet aus 14 Flugzeugen mit einem Durchschnittsalter von 26,8 Jahren:
| Flugzeugtyp | aktiv | bestellt | Anmerkungen                                 | Sitzplätze |
| ----------- | ----- | -------- | ------------------------------------------- | ---------- |
| BAe ATP     | 04    |          | 2 inaktiv; 1 betrieben für Höga Kusten Flyg | 68         |
| Saab 340A   | 04    |          | 1 betrieben für BRA                         | 33–36      |
| Saab 340B   | 06    |          | 1 inaktiv                                   | 33–36      |
| Gesamt      | 14    | -        |                                             |            |